# 法国国际广播电台
法国国际广播电台（缩写：RFI），简称法广，是法国的一家國際性廣播電台機構，現隸屬於法國公營國際廣播公司法國世界媒體（FMM），總部位於大巴黎都会区的伊西莱穆利诺。

## 历史
法广前身是1931年成立的法国殖民地电台，当时是作为法国广播电台的一部分，为法属赤道非洲而服务的传媒。1938年更名为“巴黎－世界电台”。1975年，巴黎－世界电台更名为法国国际广播电台，隶属法国广播集团（Groupe Radio France）。1986年，法国国会通过一个新的法律，允许法广独立于法国广播之外运营，随后发展成为了一个国际广播集团。目前该集团旗下有数间电台，包括法国国际广播电台、蒙特卡洛中东电台（RMC Moyen-Orient）、巴黎－里斯本电台（Paris Lisbonne）、法广－索菲亚电台（RFI Sofia）以及设在罗马尼亚的法广－三角洲电台（Delta RFI）。

## 播送
法广是在法国外交部的预算和赞助下运营，它用多种语言向全世界广播，其中包括法语、英语、法语（非洲地区）、斯瓦希里语、豪萨语、罗马尼亚语、波斯语、西班牙语、葡萄牙语、葡萄牙语（巴西）、俄语、柬埔寨语、越南语、华语。其中德语、阿尔巴尼亚语、波兰语、阿拉伯语、保加利亚语广播已于2009年停播，老挝语节目于2010年2月1日停播。法广的英语广播是每天五个半小时。

### 中文广播
法国国际广播电台华语节目于1989年6月8日开播。节目从最初的每天30分钟，增加到目前的每天两小时，通过网络直播、卫星、播客等方式辐射全球及巴黎大区听众。第一次播音时间为北京时间6:00-7:00，第二次播音时间为北京时间19:00-20:00，每个时段播音的前15分钟为新闻报道。法广华语节目通过全方位报道国际时事、中国动态以及法国与欧洲大事件，兼顾法国及世界舆论对全球时事的分析与评论，力求在准确、快速报道世界动向的同时，以较多角度和较宽视野分析世界大事，追寻突发事件背后的来龙去脉。
法广华语广播节目，由各位记者独立主持制作。从政治、经济、社会、地缘、军事、思潮、文化、环保、艺术、科技、旅游等各个侧面深入报道和探讨日益成为整体的当今世界。观照当今世界全球化的大趋势，反映人类社会文明发展的多样性。主要节目： 国际要闻、要闻解说、法国报纸摘要（周一至周五）。专题节目分别是《微言微语》、《法国思想长廊》、《美国专栏》、《文化遗产》、《法国文艺欣赏》、《法国风土人情》、《法国风光》、《法国美食》、《全球连线》、《公民论坛》、《曼谷专栏》、《北美来鸿》、《明镜书刊》、《观察中国》、《今日经济》、《柏林飞鸿》、《亚洲周刊》、《国际纵横》、《文化艺术》、《环境与发展》、《中华世界》、《台北一周》、《东京专栏》等。
目前法广中文部有常设记者16名，非常设记者8名，分布世界各地的特约记者15名。另有技术制作人员6名，行政秘书1名，中文部主任为Sophie Lee。
法国国际广播电台和台湾中央广播电台签订节目互转协议，在台湾使用调频广播落地播出。如花蓮的FM97.3MHz，现由国立教育广播电台转播台北时间20点至21点的第三节华语广播。北美地区的听众，可以通过Galaxy 19卫星，接收法广中文节目。目前，法国国际广播电台中文网及官方网站仍然被中華人民共和國的防火长城完全屏蔽。
从2015年夏令时3月29号开始，法广华语节目停止中短波播音，但通过中華民國教育部下屬媒體国立教育广播电台转播的节目仍然继续播出。2020年10月20日起，國立教育廣播電台因法廣華語新聞節目提及中共中央總書記習近平講話，以及播送中国大陆2019冠状病毒病疫苗研究進展，認爲其觀點近似中共主旋律大外宣，暫停轉播其節目；但在26日又恢复播出。

## 法国国际广播集团
法国国际广播集团（Groupe Radio France Internationale）是法国唯一面向全球播音的公营广播集团。就2004年的预算来讲，来自法国外交部的资金为七千一百四十二万欧元，来自视听税收的资金为五千三百万欧元，自筹资金为四百一十三万欧元。法国国际广播集团通过新闻节目及时事专题节目迅速、快捷地向全球播报发生在世界各个角落的政治、经济、体育、社会及文化活动。法国国际广播集团的现总裁: 安托万·施瓦茨 (Antoine SCHWARZ)。

## 争议

### 在中国大陆的争议
2008年12月5日，中国大陆官方媒体《环球时报》以《法媒：温州老“施粥”寒风中暖人心》转载法广中文网《上海视窗》专题同名文章，但篡改文章来源为“法国之声”。另外，法广指《环球时报》刊登的《法媒煽动欧洲与中国保持距离》文章大量抄袭法广报道，也没有注明出处，并加上贬损和诱导性用语，已构成侵权行为。随後法广发表声明，谴责《环球时报》不注明真实出处。最後，第二篇文章在《环球时报》官网被删除。
《环球时报》2011年7月指，在和田爆炸案中，法广使用了一张2009年乌鲁木齐骚乱期间的照片，标题就指为和田爆炸现场。法广原文确实使用旧照片，但也有标注该照片来自于法新社2009年7月6日乌鲁木齐街头。

### 在台湾的争议
2020年10月20日，法廣華語新聞節目因提及中共中央總書記习近平講話以及播送中国大陆2019冠状病毒病疫苗研究進展等，被同日出刊的《自由時報》以「民眾反映」認爲其觀點近似中共主旋律大外宣、「揚中貶台」，亦導致中華民國教育部下屬媒體國立教育廣播電台暫停轉播其節目。教育部表示，该部之前与法广洽谈合作，只同意引进教育文化相关内容，但法广播出的一些内容偏离教育文化领域，所以才决定叫停。《中國時報》記者詢問中華民國教育部「究竟法廣節目哪些內容親中？為何光是民眾檢舉就可以停播一個節目？基於何種法源停播節目？」教育部無回應。中國文化大學新聞學系教授莊伯仲表示，教育廣播電台與中央廣播電台都有強烈官方色彩，因此若是出現一些對台灣不利的新聞內容，政府最簡單的處理方法就是停掉節目，否則官員很難在立法院面對強烈質詢。但在10月26日，教育廣播電台恢復轉播法廣華語節目。

### 发表失误性文章
2020年11月16日，法国国际广播电台在法语主页刊出数百篇讣闻，宣告英国女王伊丽莎白二世等许多仍在世的名人去世。法广迅速撤下有关文章，并在其法语推特账号上向大众致歉，称是技术问题导致这一错误。法广解释，这些讣闻是记者事先准备好的，以便出现情况时能迅速应对。